# Braslou
 Braslou  es una población y comuna francesa, situada en la región de  Centro, departamento de Indre y Loira, en el distrito de Chinon y cantón de Richelieu.

## Demografía
| 471 | 438 | 397 | 360 | 367 | 326 |
| Para los censos de 1962 a 1999 la población legal corresponde a la población sin duplicidades (Fuente: INSEE [Consultar]) |     |     |     |     |     |